# Route des Crêtes (massif des Vosges)
Pour un article plus général, voir Route des Crêtes.
La route des Crêtes est une voie de communication créée pendant la Première Guerre mondiale dans un but stratégique afin d’assurer la logistique et la défense sur le front des Vosges. Longue de 88 kilomètres, la route des Crêtes des Vosges s'étend entre Sainte-Marie-aux-Mines au nord et Uffholtz au sud à proximité de Cernay. Elle passe du nord au sud par le col du Bonhomme, le col de la Schlucht, le massif du Hohneck, le Markstein, le Grand Ballon et le Vieil Armand. Son point le plus élevé est à 1 341 m au col du Grand Ballon. En hiver, elle est fermée au nord entre le col de la Schlucht et le col du Calvaire pour faire place aux pistes de ski de fond, et entre le col du Bonhomme et le col des Bagenelles et au sud entre le Grand Ballon et les pistes de ski de La Bresse-Kastelberg.

## Géographie

### Parcours
Du nord au sud, la route des Crêtes passe par : 

- Route D 48 - Département du Haut-Rhin
  - Sainte-Marie-aux-Mines (390 m) - Croisement D 459 (rue Clemenceau) - D 48 (rue Kroeber Imlin)
  - Le col des Bagenelles (904 m) - Croisement D 48 - D 148, à proximité du Grand Brézouard (sommet 1 229 m)

- Route D 148
  - Le col du Pré de Raves (1 009 m)
  - Le Rossberg (sommet 1 130 m)
  - Le col du Bonhomme (949 m)
  - Le Louschbach (sommet 1 075 m)
  - Le col du Louschbach (978 m)
  - Le col du Calvaire (1 144 m) - Croisement D 148 - D 48.2, à proximité du lac Blanc

- Route D 61
  - Passage dans le département des Vosges
  - La réserve naturelle du Tanet-Gazon du Faing
  - Le Gazon du Faing (sommet 1 306 m) à proximité du lac des Truites et du lac Noir
  - Le Gazon de Faîte (sommet 1 303 m)
  - La chaume du Tanet (sommet 1 292 m) à proximité du lac Vert

- Route D 417
  - Le col de la Schlucht (1 139 m)

- Route D 430
  - Le jardin d'altitude du Haut Chitelet
  - Le Hohneck (sommet 1 363 m)
  - Le Kastelberg (sommet 1 350 m)
  - Passage dans le département du Haut-Rhin
  - Le Rainkopf (sommet 1 305 m)
  - La réserve naturelle des hautes-chaumes du Rothenbach
  - Le Rothenbachkopf (sommet 1 316 m)
  - Le Batteriekopf (sommet 1 311 m)
  - À proximité du col du Herrenberg (1 191 m)
  - Le Schweisel (sommet 1 271 m)
  - Le Hundskopf (sommet 1 235 m)
  - Le Holzruecken (sommet 1 234 m)
  - Le col du Hahnenbrunnen (1 186 m)
  - Le Breitfirst (sommet 1 280 m)
  - Le Markstein avec le Trehkopf (sommet 1 266 m) et le Jungfrauenkopf (sommet 1 268 m)

- Route D 431
  - Le Marksteinkopf (sommet 1 241 m)
  - Le Hundskopf (sommet 1 237 m)
  - Le Storkenkopf (sommet 1 366 m)
  - Le col du Grand Ballon (1 341 m) à proximité du sommet du Grand Ballon (1 424 m)
  - Le Sudelkopf (sommet 1 012 m)
  - Le col Amic (828 m)
  - Le Riesenkopf (sommet 1 077 m)
  - Le Molkenrain (sommet 1 125 m)
  - Le col du Silberloch (906 m) à proximité du Vieil Armand (sommet 957 m)
  - Le col de Herrenfluh (837 m)
  - Uffholtz (300 m) - Croisement D 431 (rue du Ballon) - D 5 (rue de Soultz)

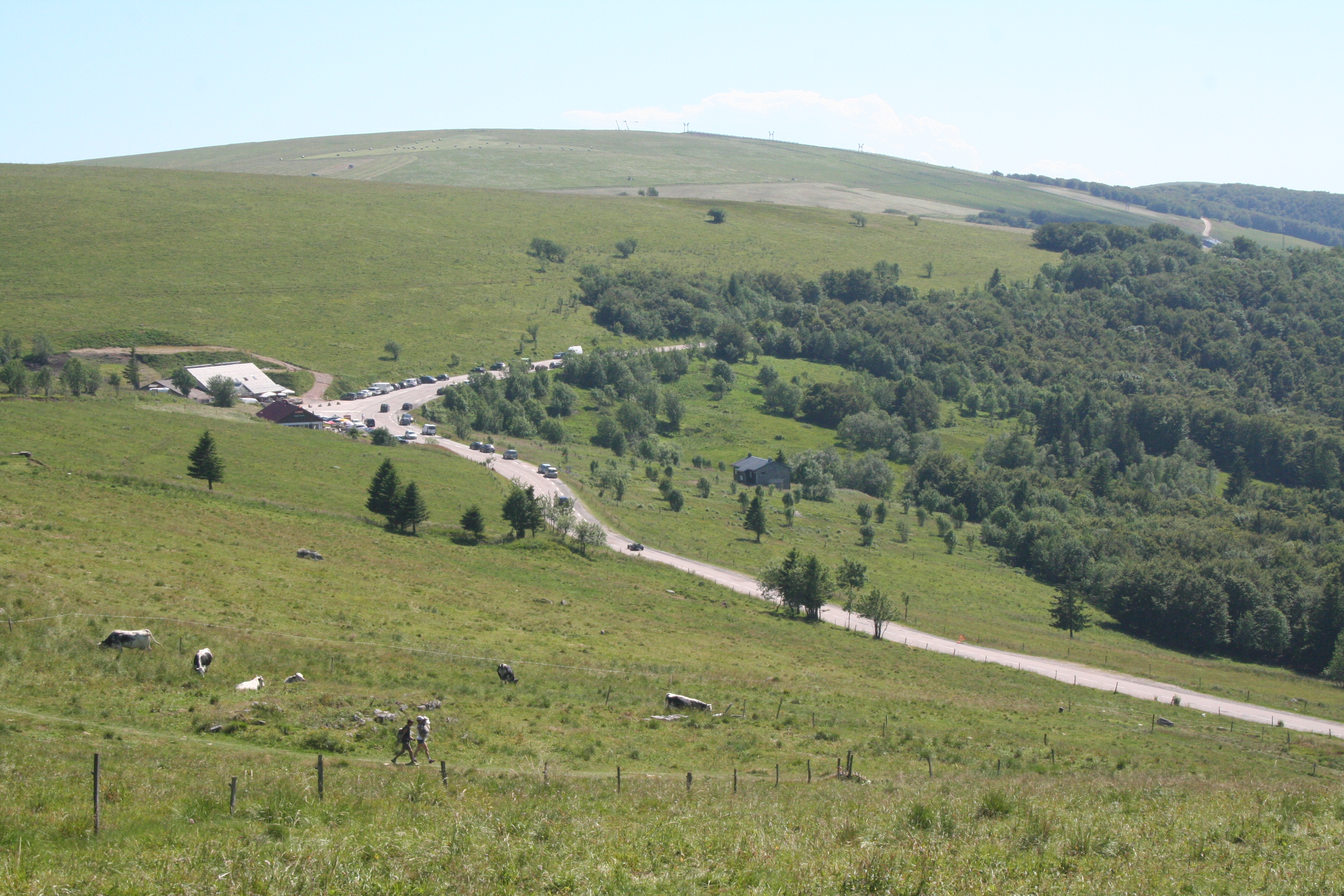
La route des Crêtes sous le Hohneck.
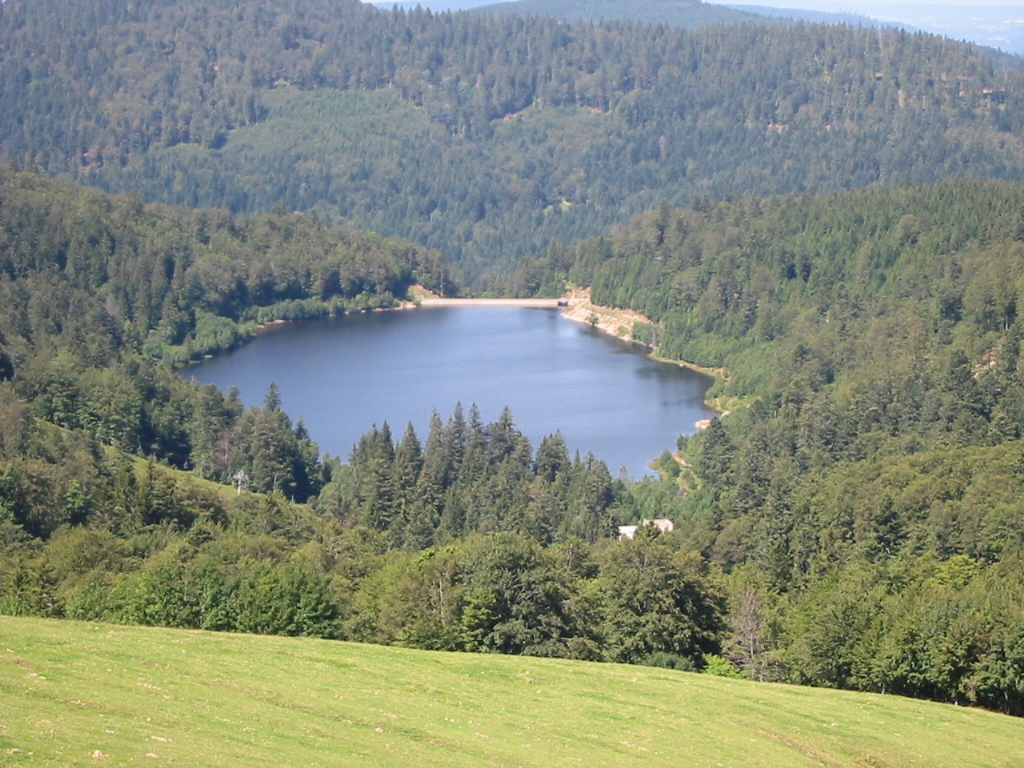
Le lac de la Lande vu de la route des Crêtes.
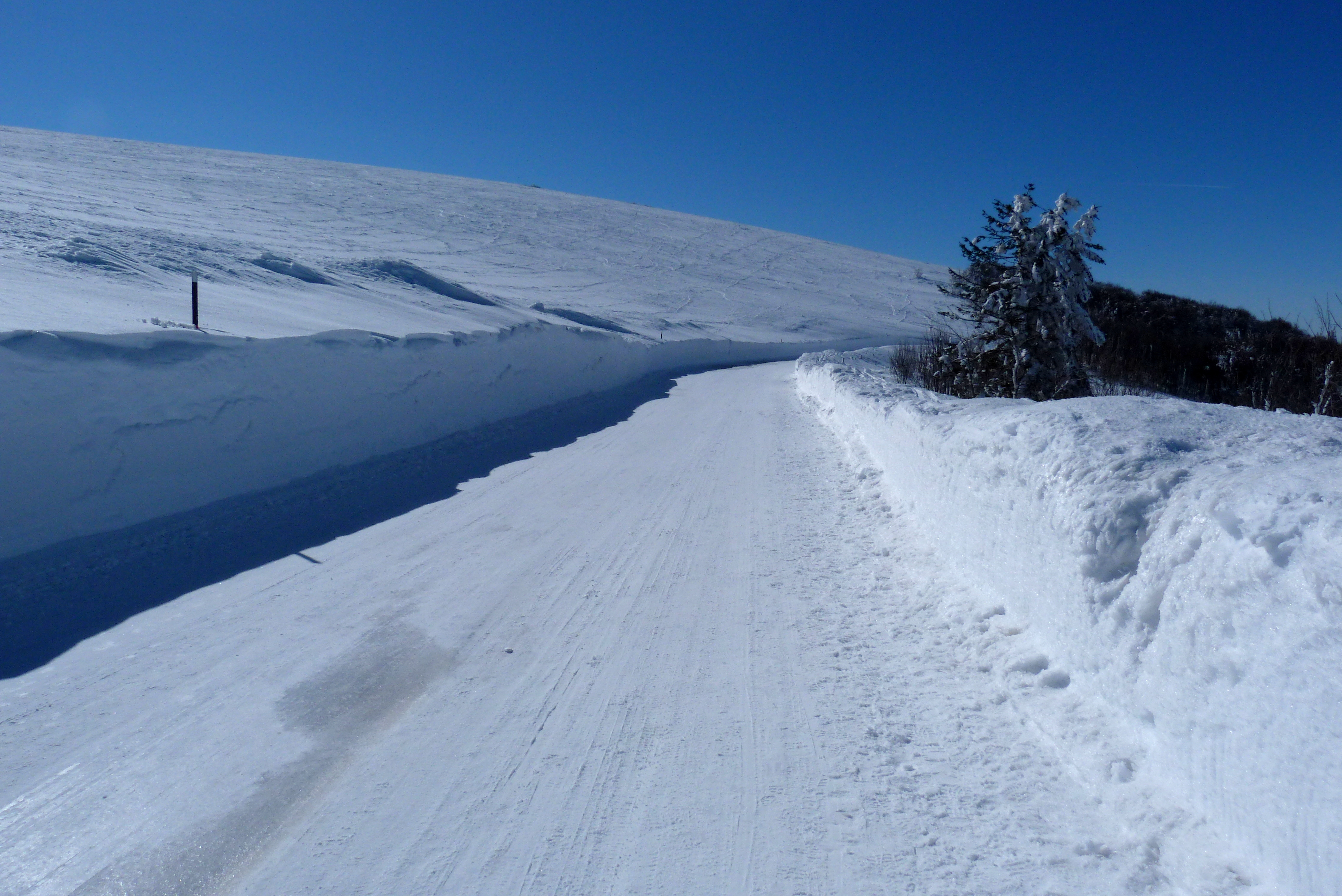
La route des Crêtes en hiver au Kastelberg.
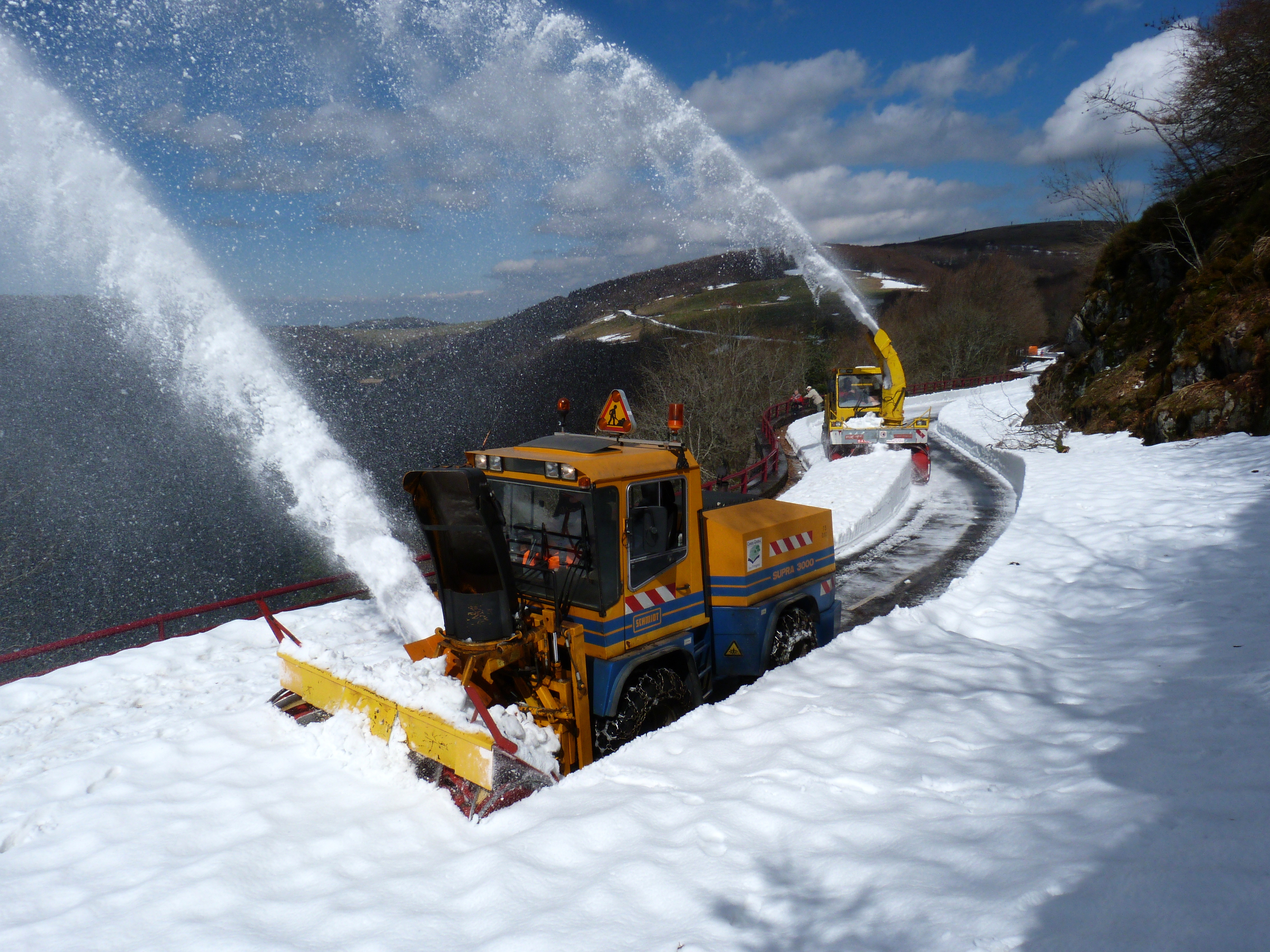
Déneigement de la route des Crêtes le 19 avril 2016 sous le Rainkopf.
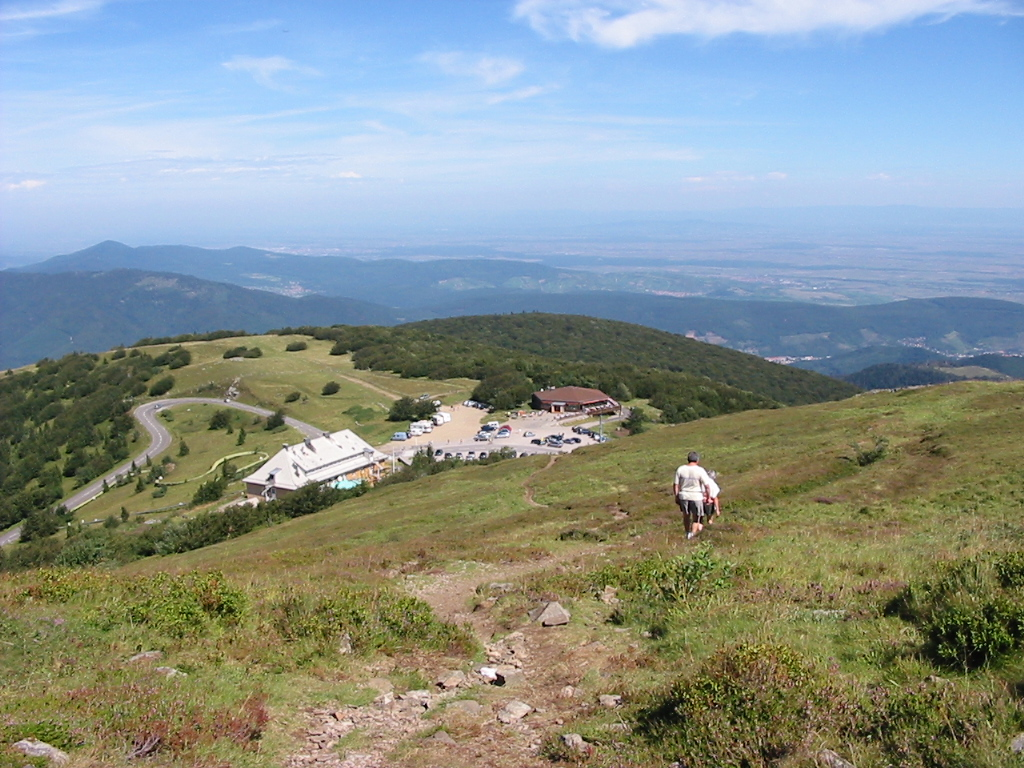
Le col du Grand Ballon.

## Histoire
L'organisation de la ligne de défense sur la crête des Vosges a été planifiée en juin 1915 par le général Dubail. Elle consistait à créer une ligne de centres de résistances établis sur la crête et reliés par des voies de communication qui étaient de trois types différents :
- des rocades éloignées reprenant les routes existantes à l'arrière du front ;
- des rocades rapprochées permettant la circulation latérale des troupes ;
- des chemins transversaux ;

Dans ce contexte, la route des Crêtes correspond à une rocade rapprochée permettant des communications Nord-Sud entre les différentes vallées. Elle existait déjà à cette époque du Ballon de Guebwiller au Breitfirst[source insuffisante]. Les travaux militaires ont complété le parcours existant en privilégiant les passages masqués aux vues de l'ennemi en particulier entre le col du Bonhomme et le Markstein. Dans ce secteur, on voit peu l'Alsace depuis la route des Crêtes puisqu'elle reste constamment sur le versant ouest. Il s'agit d'un exemple de défilement au sens militaire :  tracé permettant au défenseur de se trouver à l'abri des projectiles de l'assaillant.